# Stellaria winkleri
Stellaria winkleri là loài thực vật có hoa thuộc họ Cẩm chướng. Loài này được (Briq.) Schischk. miêu tả khoa học đầu tiên năm 1936.